# شاهدخت خانم ماریا دی گرازیا از بوربون-دو سیسیل
پرنسس ماریا دی گرازیا (نام کامل ایتالیایی: Maria delle Grazie Pia Chiara Anna Teresa Isabella Luitgarda Apollonia Agata Cecilia Filomena Antonia Lucia Cristina Caterina di Borbone) (زاده ۱۲ اوت ۱۸۷۸–۲۰ ژوئن ۱۹۷۳) شاهزاده خانم سیسیل وو بود. ماریا دختر شاهزاده آلفونسو از بوربون دو سیسیل، کنت کازرتا و همسرش پرنسس آنتونیتا از بوربن دو سیسیل بود. پدر او، سومین پسر پادشاه فردیناند دوم از دو سیسیل، با مرگ برادر بزرگترش، پادشاه فرانسیس دوم، در سال ۱۸۹۴، رئیس خانه سلطنتی دو سیسیل شد. با این حال، در زمان تولد او، خانواده سلطنتی سیسیل قبلاً به دلیل اتحاد ایتالیایی که در سال ۱۸۶۱ اتفاق افتاد به فرانسه تبعید شده بودند.